# Spoorlijn Jablonica – Brezová pod Bradlom
De spoorlijn Jablonica - Brezová pod Bradlom (spoorlijn 117) is een regionale enkelsporige lijn in het westen van Slowakije. Ze verbindt de gemeenten Jablonica en Brezová pod Bradlom (kopstation) met elkaar over een afstand van 11,669 kilometer. De lijn begint begint op de lijn Kúty-Trnava (lijn 116) aan een vertakking in Jablonica. Haar tracé via Hradište pod Vrátnom gaat door de vallei van een waterloop: de Brezovský potok. De lijn is niet geëlektrificeerd en de maximumsnelheid bedraagt 50 kilometer per uur.

## Geschiedenis

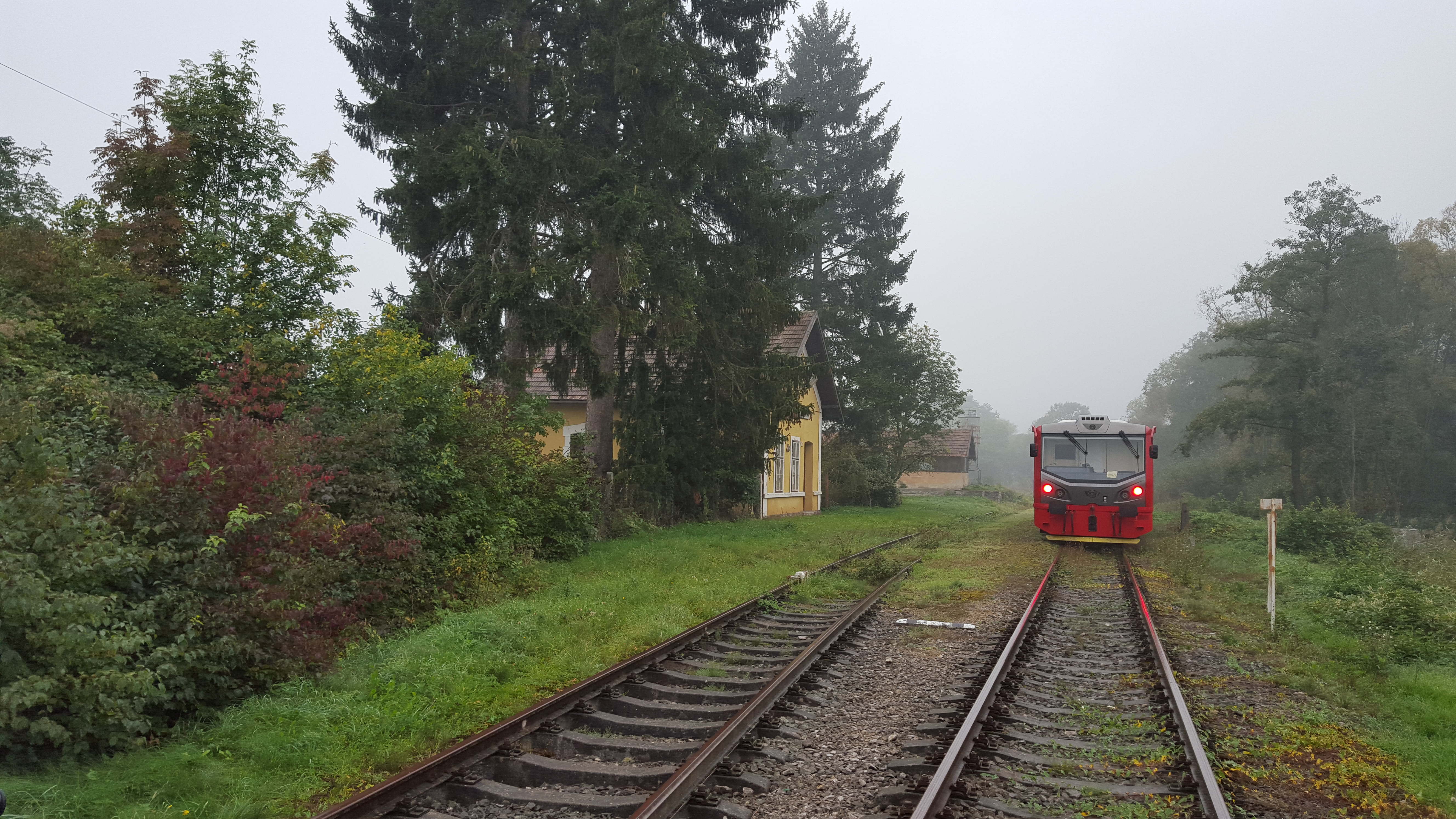
Trein op station Hradište pod Vrátnom.

De spoorlijn Jablonica - Brezová pod Bradlom werd door de maatschappij Magyar Északnyugati HÉV op 6 september 1899 ingebruik genomen en volgde op de indienststelling van de spoorlijn Kúty – Trnava. Aanvankelijk lag het in de bedoeling om de lijn te verlengen naar Myjava. Alhoewel daaromtrent voorbereidend studiewerk was verricht, werd de aanleg toch niet gerealiseerd. Spoedig na de opening van lijn 117 werd de exploitatie overgenomen door de Koninklijke Hongaarse Staatsspoorwegen (MÁV). Tijdens de zomer van het jaar 1912 reden er dagelijks twee treinen in elke richting. Deze hadden 21 minuten nodig om het traject van bijna 12 kilometer af te leggen.
Na het einde van de Eerste Wereldoorlog, de ondergang van het Oostenrijks-Hongaarse Rijk in oktober 1918, en de oprichting van de Eerste Tsjecho-Slowaakse Republiek, werd de exploitatie overgedragen aan de nieuw opgerichte Tsjecho-Slowaakse Staatsspoorwegen (ČSD).
Vanaf de jaren 1930 gebruikte deze onderneming moderne motorrijtuigen, waardoor de reistijden aanzienlijk werden ingekort. De zomerdienstregeling van 1938 vermeldde zeven paar treinen, alle bestaande uit dergelijk modern materieel.
Tijdens haar bestaan had de spoorlijn de meest intensieve benutting na de Tweede Wereldoorlog. De dienstregeling van 1949 vermeldde op werkdagen in totaal negen passagierstreinen in elke richting, en zeven op zondag. Vanaf de jaren 1950 reden er dagelijks zeven paren reizigerstreinen. Dit aanbod bleef constant tot in de jaren 1990.
Als gevolg van de Fluwelen Revolutie waarbij de Tsjecho-Slowaakse staat uiteen viel, ging op 1 januari 1993 het beheer van de lijn naar de Slowaakse Spoorwegen (ŽSR).

## Treindienst
Op 2 februari 2003 werd het reizigersvervoer -dat toen nog bestond uit vijf treinen per dag en per richting- opgeschort. Sedertdien wordt de lijn alleen gebruikt voor vrachtverkeer.

## Stations en stopplaatsen

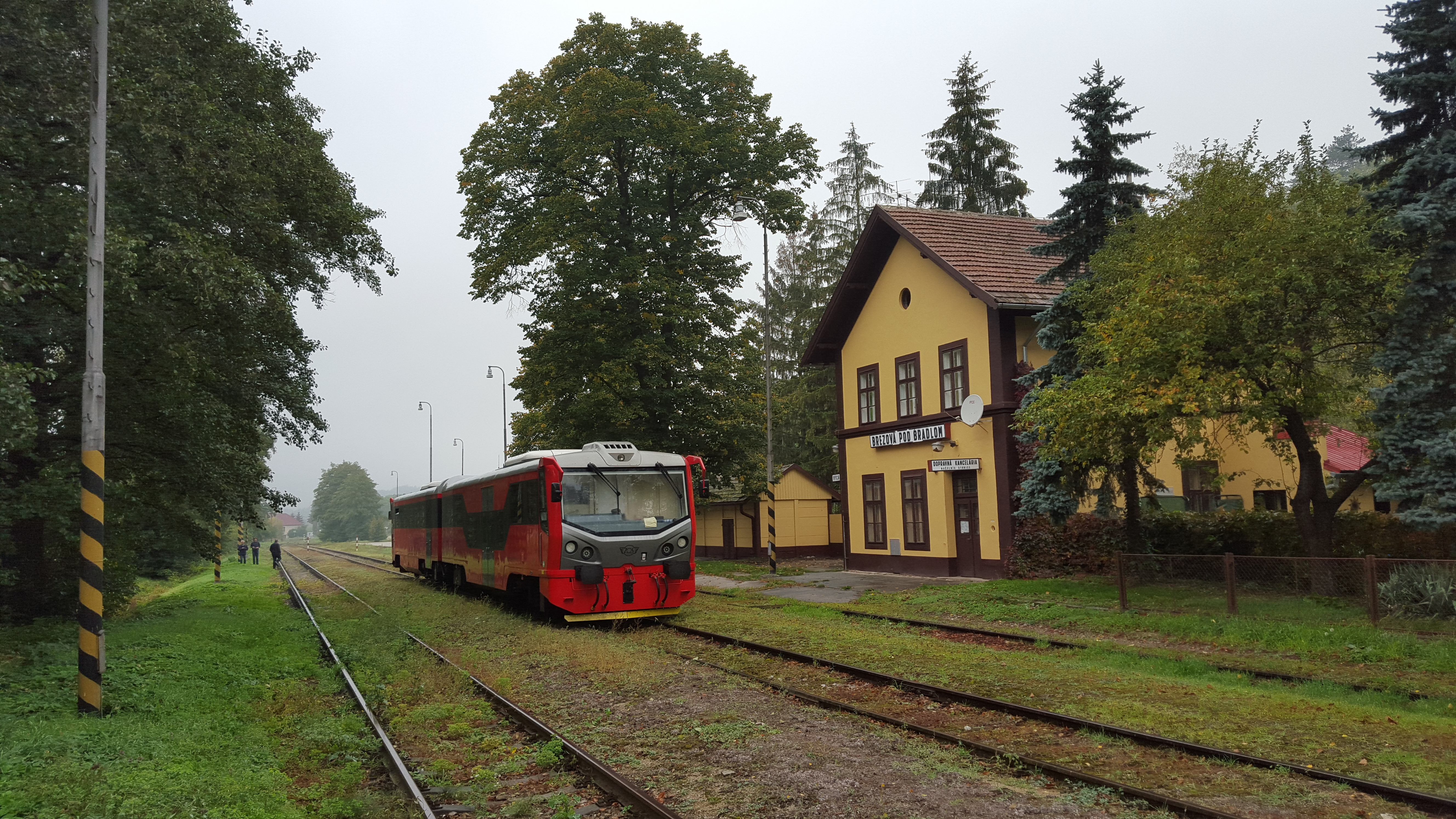
Station Brezová pod Bradlom

- Jablonica. Werkpost van de regionale verkeersleider.

Kruising met lijn 116 (Kúty - Trnava)
- Jablonica obec
- Osuské
- Hradište pod Vrátnom
- Brezová pod Bradlom zastávka
- Brezová pod Bradlom